# 阿米拉尼火山

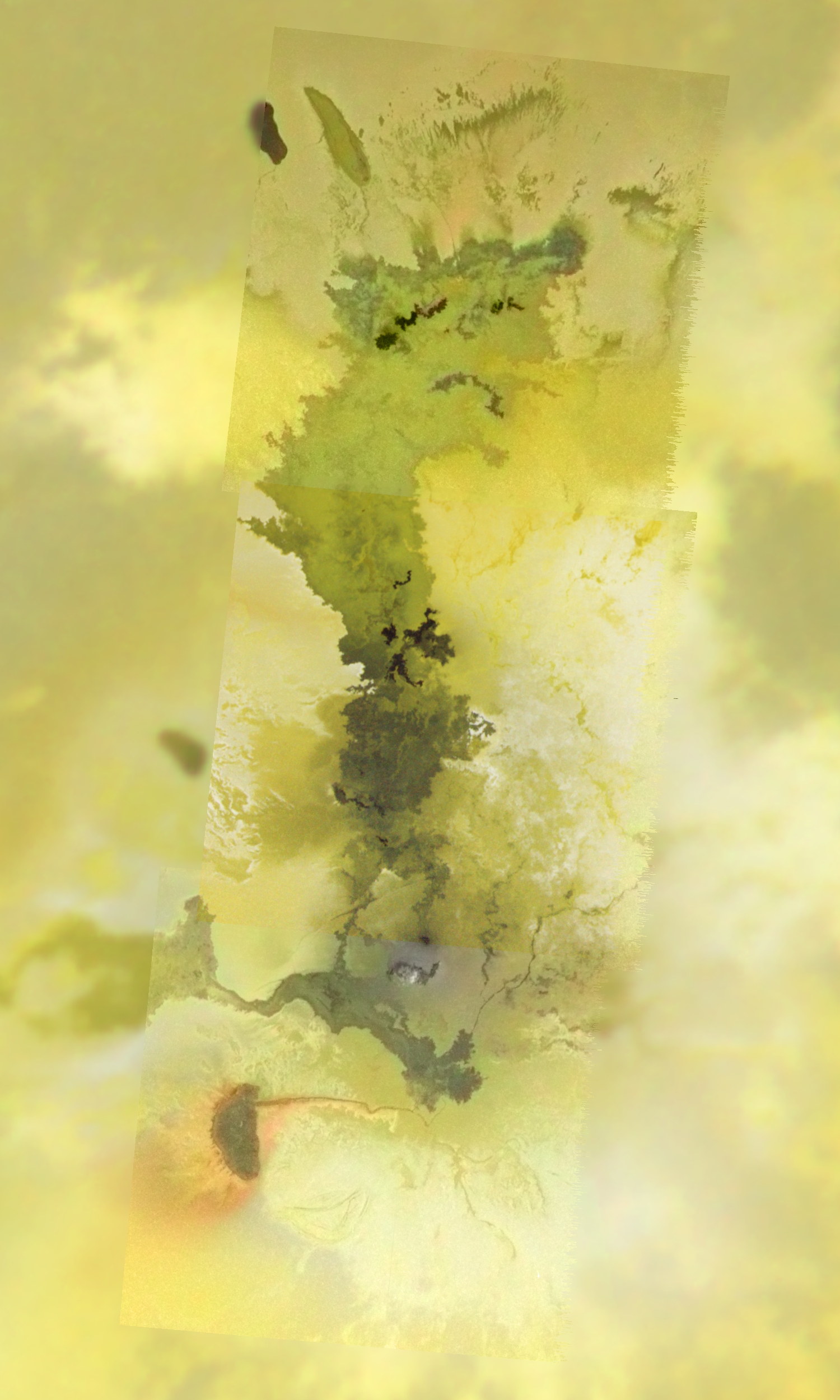
伽利略号拍摄的阿米拉尼火山及其熔岩流场的彩色拼接图

阿米拉尼火山（Amirani volcano）是木星的天然卫星埃欧上的一座活火山，位于木卫一前导半球的北纬 24.46°、西经 114.68°处。该火山曾产生过整个太阳系中最大的活动熔岩流，最近期的岩浆流甚至使木卫一上的其他火山都相形见绌。
1979年3月，由旅行者1号探测器”拍摄的照片首次观测到了这座火山，在那年稍后，国际天文联合会以格鲁吉亚火神阿米拉尼命名了该火山。

## 地质成分和属性
阿米拉尼火山与木星地质龄差不多，大约45亿年。它被吉什巴尔火山口所环绕，在火山口内，阿米拉尼火山位于半圆形的冻结硫磺熔岩场中央，37公里宽的火山坑，通过一条狭窄的熔岩管与330公里长的复合熔岩流相连接。阿米拉尼熔岩流场的南半部覆盖着一层由玄武岩和二氧化硅组成的白色明亮的二氧化硫流束沉积物—在喷发期间冻结并重新降落在地面。

## 喷发
近期，伽利略号探测器观测到的熔岩流似乎在不到五个月的时间里覆盖了木卫一表面 620 平方公里，这几乎是夏威夷基拉韦厄火山在21年内覆盖面积的6倍。该火山具有地球上盾状火山的特征，其喷发形成了类似绳状熔岩的熔岩流，并产生了大量主要由玄武质物质和硫磺构成的熔岩。
它的地质活动是由木星带来的潮汐力造成的，阿米拉尼火山的喷发受木卫一环木星的轨道所控制。该火山在木卫一表面的喷发温度高达摄氏1650 度，而木卫一表面的平均气温为摄氏零下 95 度。与地球上的火山不同，阿米拉尼火山每次喷发长达数年，熔岩流持续不断地涌向木卫一表面。

## 命名来源
该火山取名自公元前3000年至2000年格鲁吉亚神话英雄阿米拉尼，阿米拉尼被认为相当于希腊泰坦普罗米修斯，普罗米修斯也是木卫一上另一座火山的名称。据说，伟大的狩猎女神达丽的儿子阿米拉尼，向所有遇到的人介绍金属的用途，以此来挑战上帝，而上帝对阿米拉尼的惩罚是把他绑缚在高加索峭壁上等待死亡，当阿米拉尼挣扎时，一只山鹰每天都来啄食他的肝脏。

## 另请参阅
- 木衛一表面特徵列表
- 木衛一

## 延伸閱讀
- Keszthelyi L., McEwen A. S., Phillips C. B.;  et al.  (PDF). Icarus. 2007, 186 (1): 204–217. Bibcode:2007Icar..186..204W. doi:10.1016/j.icarus.2006.08.023. （原始内容 (PDF)存档于2014-08-07）.